# Luciano Luisi
Luciano Luisi (Livorno, 13 marzo 1924 – Roma, 29 maggio 2021) è stato un poeta, scrittore e giornalista italiano.

## Biografia
Nato da madre toscana e padre pugliese (originario di Ginosa), ha trascorso l'infanzia in Lombardia e a Parma.
Ha insegnato giornalismo televisivo all'Università Pro Deo di Roma e storia dell'arte all'Accademia di belle arti di Foggia.
Ha diretto L'Informatore librario ed è stato segretario generale del premio Fiuggi dirigendo la collana di saggistica dedicata ai vincitori e, insieme a Cosimo Fornaro, quella del premio ' Ori di Taranto.'
Ha pubblicato racconti, romanzi e raccolte di poesie oltre a traduzioni e monografie su Mario Luzi,  Vasco Pratolini, Leonardo Sciascia, Eraldo Miscia e, fra quelle per artisti figurativi, su Emilio Greco, Renato Guttuso, Renzo Vespignani, Annigoni, Alessandro Kokocinski, Giuseppe Cesetti e tanti altri, ricevendo importanti riconoscimenti e vincendo numerosi premi tra i quali il Premio Flaiano sezione Poesia nel 1987 e il Premio Fiore d'argento alla carriera nel 2005.
È stato inoltre un collezionista e studioso di conchiglie.
Viveva a Roma, dove per diversi anni è stato una figura preminente della vita artistica italiana sullo schermo televisivo.

## Opere e premi
- Racconto e altri versi (Guanda, 1949), con disegni di Renzo Vespignani;
- Piazza grande (Cappelli, 1951), prefazione di Giorgio Caproni con disegni di Renzo Vespignani;
- Ho viaggiato tutta la notte (in Nuovi poeti, Vallecchi 1958), prefazione di Ugo Fasolo;
- Un pugno di tempo (Guanda, La Fenice, 1967, 1968), Premio Chianciano;
- Amar perdona (Quaderni di piazza Navona, 1979) con due disegni dell'autore;
- La vita che non muta (Premio Pandolfo e edizione del Premio, 1980) con acquerelli di Aligi Sassu;
- Nella cronaca (Dossier Arte, 1982) con disegni di Orfeo Tamburi;
- La sapienza del cuore (Rusconi, 1986) con disegni di Emilio Greco, vincitore, del Premio Ceva, Premio San Pellegrino, Premio Marradi, Premio Fregene, Premio Circe Sabaudia, Premio Oggi e Domani;
- Luna d'amore (Newton Compton, 1989);
- Io dico una conchiglia (Ed. Galleria Poggiali e Forconi, 1989) con dipinti di Antonio Possenti;
- Le mani nel sacco (Camunia, 1992);
- Livorno, storia e memoria (Nuova Fortezza, 1994) con prefazione di Lorenzo Greco;
- Il doppio segno (Schena Editore, 1994);
- A mio padre… (Newton, 1996);
- Il giardino e altri Haiku (Costantino Marco Editore, 1998);
- Il silenzio (Book, 1998);
- La farfalla vanesia, poesie per bambini (Paideia, 2000);
- Lo scrittore e l'uomo. Poeti e narratori allo specchio (Mucchi, 2001);
- In queste braccia (San Paolo, 2003);
- Nonostante (Passigli, 2004) Premio Il Ceppo e Premio Roberto Farina;
- Poesie d'amore (Newton Compton, 2004) Premio Nazionale Letterario Pisa Sezione Poesia 2005[4];
- Eloisa e Abelardo (Passigli, 2007);
- Piazza del Popolo. Pittori e scultori a Roma dal dopoguerra ad oggi (Rai-Eri, 2008).
- Cittadino Onorario del Comune di Ginosa (TA).
- Tutta l'opera in versi: 1944-2015, a cura e con un saggio di Dante Maffia, introduzione di Giuseppe Langella, Nino Aragno editore, Torino 2016
- La prima messa di mezzanotte in tv. Testi natalizi, a cura di Roberta Colombo, Interlinea edizioni, Novara, 2019.